# Gemeinde Trbovlje

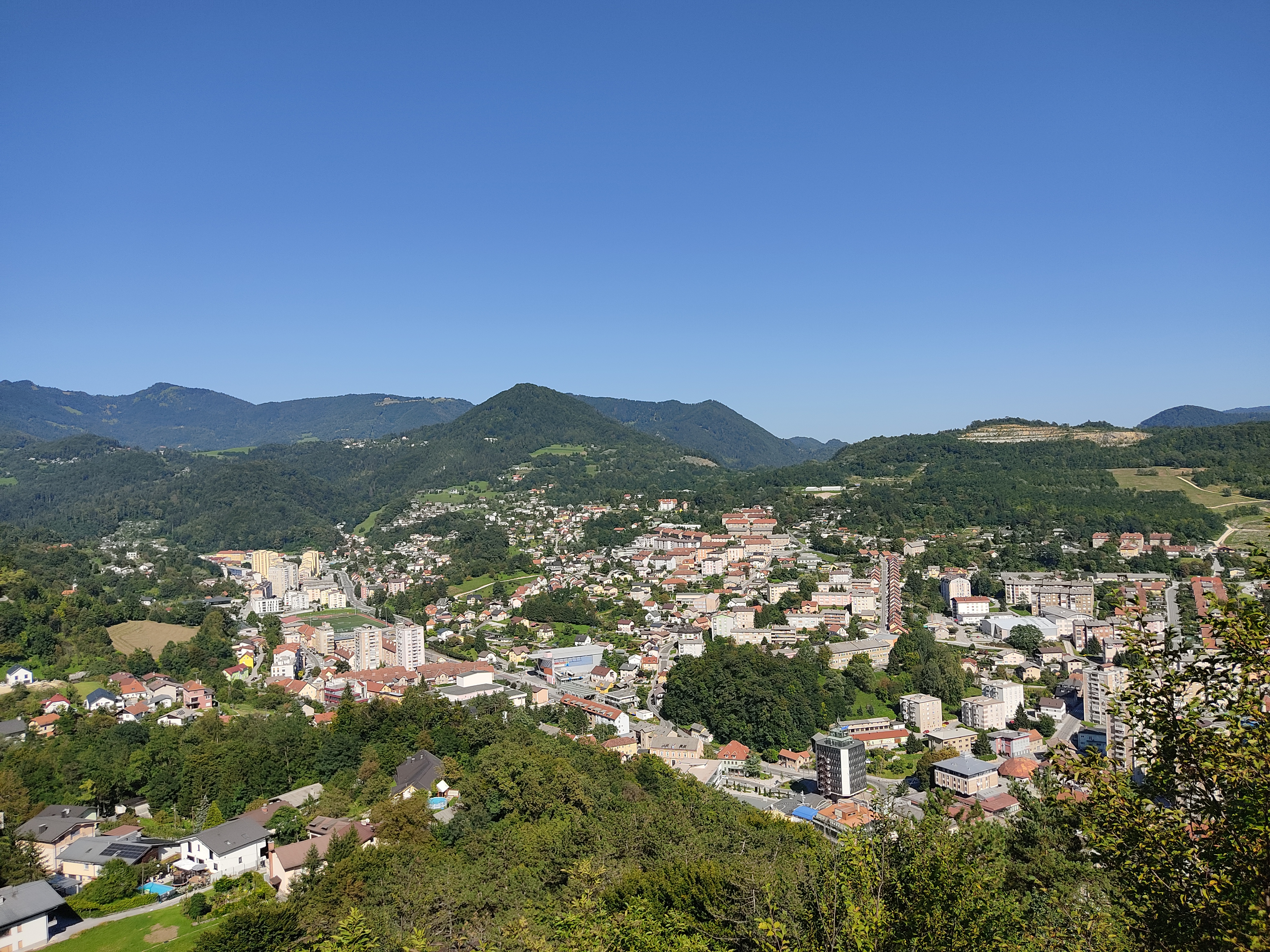
Trbovlje 2023

Die Gemeinde Trbovlje hörenⓘ (slowenisch Občina Trbovlje) ist eine aus 18 Ortschaften bestehende Gemeinde (Občina) in der Landschaft Zasavje (historische Landschaft Untersteiermark, statistische Region Zasavska) in der Mitte Sloweniens. Hauptort ist die Stadt Trbovlje.

## Lage
Die Gemeinde liegt an der Bahnstrecke Spielfeld-Straß–Trieste Centrale. Zusammen mit den Gemeinden Zagorje ob Savi, Hrastnik und Litija bildet sie die Region Zasavska.

## Ortschaften und Siedlungen der Gemeinde
- Čebine, (dt. Sankt Magdalena)
- Čeče, (dt. Sankt Markus)
- Dobovec, (dt. Dobovetz)
- Gabrsko, (dt. Puchsen, auch Buchsen)
- Klek, (dt. Chleck, auch Klek)
- Ključevica, (dt. Schlüssenberg)
- Knezdol, (dt. Fürstenthal, auch Grafensthal)
- Ojstro, (dt. Orter)
- Ostenk, (dt. Ostenk)
- Planinska vas, (dt. Planinadorf bei Trifail)
- Prapreče, (dt. Prapreth)
- Retje nad Trbovljami, (dt. Rethie, auch Rettie)
- Sveta Planina, (dt. Alben)
- Škofja Riža,
- Trbovlje, (dt. Trifail, auch Triefel)
- Vrhe, (dt. Verche)
- Završje, (dt. Sauersche)
- Župa, (dt. Schupe)

## Geschichte
Auf dem Gemeindegebiet wurden mehrere Massengräber entdeckt, die mit dem Zweiten Weltkrieg und der Zeit danach in Verbindung gebracht werden.

## Sehenswürdigkeiten
Die ursprünglich durch den Bergbau geprägte Gemeinde gewinnt zunehmend an Bedeutung für den Wandertourismus, insbesondere durch die Naturregionen Mrzlica und Kum.
- Mrzlica-Landschaftsschutzpark
- Kum (FFH-Gebiet)
- Kum-Landschaftsschutzpark

Auf dem Gemeindegebiet von Trbovlje befindet sich ein ehemaliges Steinkohlekraftwerk, das Ende 2014 geschlossen wurde. Der Schornstein des Kraftwerks ist mit 360 Metern der höchste in Europa, er musste so hoch gebaut werden, damit er aus dem Tal herausragt. An diesem Schornstein wurde über die gesamte Länge eine Kletterroute eingerichtet, diese ist die längste künstliche Route weltweit. Janja Garnbret gelang es 2020, diese Route komplett mit ihrem Seilpartner zu durchsteigen; sie brauchte dafür 7,5 Stunden.

## Nachbargemeinden
| Zagorje ob Savi | Tabor, Prebold                              | Žalec    |
| Zagorje ob Savi | Kompassrose, die auf Nachbargemeinden zeigt | Hrastnik |
| Zagorje ob Savi | Zagorje ob Savi                             | Radeče   |

## Söhne und Töchter der Gemeinde
- Gustav Zigeuner (1886–1979), österreichischer Jurist
- Jože Ciuha (1924–2015), Maler, Illustrator und Graphiker
- Stojan Batič (1925–2015), Bildhauer
- Janez Knez (1931–2011), Maler
- Milan Fras (1962), Sänger des Kunstkollektivs Laibach
- Tanja Ribič (* 1968), Sängerin und Schauspielerin
- Marko Tušek (* 1975), Basketballspieler
- Urška Klakočar Zupančič (* 1977), Juristin und Politikerin
- Klemen Lavrič (* 1981), Fußballspieler
- Gregor Brvar (* 1983), Biathlet
- Primož Prošt (* 1983), Handballspieler
- Mišo Brečko (* 1984), Fußballspieler
- Miran Burgić (* 1984), Fußballspieler
- Andraž Pograjc (* 1991), Skispringer
- Mirsad Fazlić (* 1992), Fußball- und Futsalspieler
- Katja Požun (* 1993), Skispringerin
- Emir Dautović (* 1995), Fußballspieler
- Jan Vukovič (* 2000), Mittelstreckenläufer

Aus Trbovlje stammt das Kunstkollektiv und Musikgruppe Laibach.